# República de Ararat
La República de Ararat, o República Kurda de Ararat, fue un autoproclamado estado kurdo. Estaba ubicada en el este de Turquía, en el centro de la provincia de Karaköse. Agirî es el nombre kurdo de Ararat.

## Historia

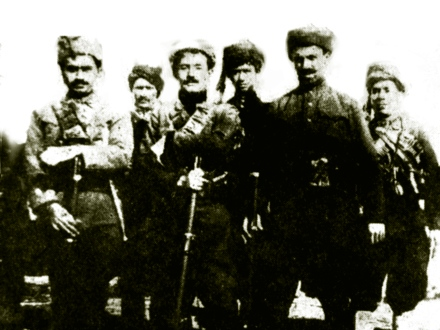
De izquierda a derecha: Sipkanlı Halis Bey, Ihsan Nuri Pasha, Hasenanlı Ferzende Bey

La República de Ararat, dirigida por el comité central del partido Xoybûn, declaró la independencia el 28 de octubre de 1927 o 1928, durante una ola de rebelión entre los kurdos en el sureste de Turquía.
La rebelión de Ararat fue dirigida por el general Ihsan Nuri Pasha. En octubre de 1927, Kurd Ava, o Kurdava, una aldea cerca del monte Ararat, fue designada como la capital provisional de Kurdistán. Xoybûn hizo un llamamiento a las Grandes Potencias y la  Sociedad de las Naciones y también envió mensajes a otros kurdos en Irak y Siria para pedir cooperación.
El ejército turco posteriormente derrotó a la República de Ararat en septiembre de 1930.